# Michael Larsen (1969)
Michael Larsen (Odense, 16 oktober 1969) is een Deens voormalig voetballer die speelde als middenvelder.

## Carrière
Larsen speelde in de jeugd van Boldklubben 1913 en maakte in 1989 zijn debuut voor de eerste ploeg. Hij speelde er tot in 1991 en vertrok na dat seizoen naar Silkeborg IF waar hij speelde tot in 2003, met hen won hij in 1994 de landstitel en in 2001 de beker.
Hij speelde twee interlands voor Denemarken, als jeugdinternational nam hij deel aan de Olympische Spelen in 1992.
Na zijn spelerscarrière werd hij fysiotherapeut bij Silkeborg IF, in 2007 was hij dit ook kort bij Randers FC maar keerde al snel terug.

## Erelijst
- Silkeborg IF
  - Landskampioen: 1994
  - Deense voetbalbeker: 2001

1 Jørgensen ·
2 Helveg ·
3 Laursen ·
4 Thomsen ·
5 Frank ·
6 Kjeldbjerg ·
7 Madsen ·
8 Ekelund ·
9 Molnar ·
10 Frandsen ·
11 Møller ·
12 Risager ·
13 Tøfting ·
14 Højer ·
15 Hansen · 
16 Flies ·
17 Mosegaard Madsen ·
18 Larsen ·
19 Andersen ·
20 Johansen ·
Coach: Jensen